# Helsinge (plaats)
Helsinge is een plaats en voormalige gemeente in Denemarken, op het eiland Seeland.

## Voormalige gemeente
De oppervlakte bedroeg 145,81 km². De gemeente telde 19.473 inwoners waarvan 9700 mannen en 9773 vrouwen (cijfers 2005).
Na de herindeling van 2007 werden de gemeentes Græsted-Gilleleje en Helsinge bij de gemeente Gribskov gevoegd.

## Plaats
Helsinge telt 7191 inwoners (2007). De plaats heeft een spoorwegstation.
- Gemeinsame Normdatei: 6140282-5
- Library of Congress Control Number: n80104481
- MusicBrainz: 827229e1-4aba-44fe-bfee-3b98bd43a65b
- Nationale Bibliotheek van Israël: 987007554912805171
- Virtual International Authority File: 154769990
- WorldCat: E39PBJfx6x4qDB6M6DCGTkVgrq